# Сріблодзьоб сіроголовий
Сріблодзьо́б сіроголовий (Spermestes griseicapilla) — вид горобцеподібних птахів родини астрильдових (Estrildidae). Мешкає в Східній Африці.

## Опис

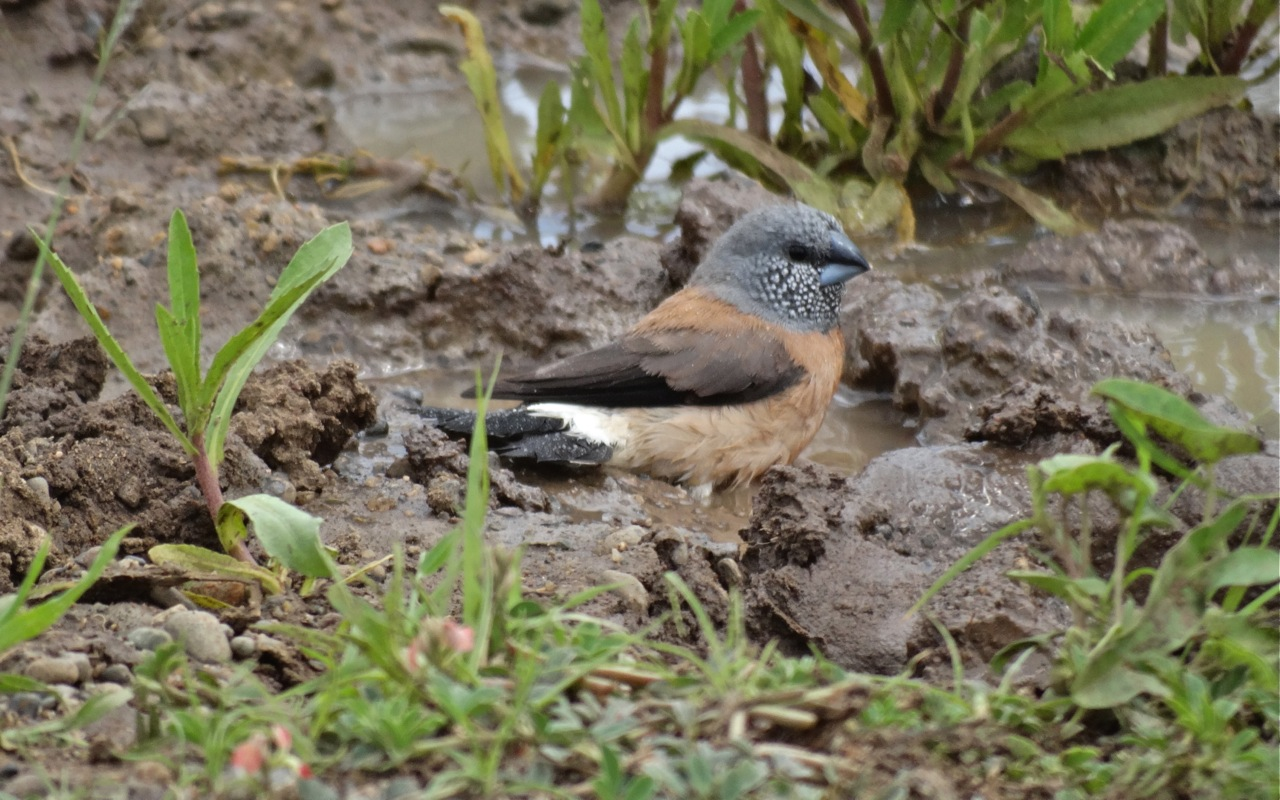
Сіроголовий сріблодзьоб

Довжина птаха становить 12 см, вага 11,5 г. Голова, горло і шия сріблясто-сірі, лоб, щоки і підборіддя поцятковані дрібними білими плямками, від дзьоба до очей ідуть темні смуги. Спина, груди і покривні пера крил рудувато-коричневі, надхвістя біле. Горло і решта нижньої частини тіла винно-коричневі, живіт світліший, гузка кремова. Хвіст чорнуватий. Очі карі, дзьоб міцний, конічної форми, сзверху темно-сірий, знизу сріблясто-сірий. Виду не притаманний статевий диморфізм. Молоді птахи мають більш тьмяне забарвлення. Голова у них має коричнюватий відтінок, а нижня частина тіла світліша і має охристий відтінок, білі плямки на голові відсутні.

## Поширення і екологія
Сіроголові сріблодзьоби мешкають на півдні Ефіопії і Південного Судану, в Кенії і Танзанії, трапляються на крайньому півдні Сомалі та на сході і північному сході Уганди. Вони живуть в сухих чагарникових заростях, саванах і рідколіссях, часто поблизу водойм, уникають надто посушливих районів, де річна кількість опадів становить менше 250 мм. Під час сезону розмноження зустрічаються на висоті від 100 до 1650 м над рівнем моря. Під час негніздового періоду птахи кочують у більш посушливих районах, а також зустрічаються на висоті до 2000 м над рівнем моря.
Сіроголові сріблодзьоби зустрічаються невеликими зграйками, іноді приєднуються до змішаних зграй птахів разом з чорногузими сріблодзьобами. Живляться переважно насінням трав, віддаючи перевагу незрілим зернам, іноді також пагонами і ягодами, під час сезону розмноження також комахами. Гніздування припадає завершення сезону дощів і на початок посушливого сезону. Гніздо будується парою птахів зі стебел трави, гілочок та рослинних волокон, має кулеподібну форму з бічним входом, розміщшщується в колючих чагарниках. В кладці від 4 до 6 яєць, інкубаційний період триває 13-15 днів. Насиджують і доглядають за пташенятами і самиці, і самці. Пташенята покидають гніздо через 3 тижні після вилуплення, однак залишаються поряд з гніздом ще 7-10 днів.